# Ciclismo ai I Giochi olimpici giovanili estivi
Il programma del ciclismo ai I Giochi olimpici giovanili estivi prevedeva lo svolgimento di un'unica gara mista per rappresentative nazionali da svolgersi tra il 17 e 22 agosto.
Ogni rappresentativa era composta da una ragazza e tre ragazzi. Le ragazze hanno dovuto partecipare a tutti e tre gli eventi a loro riservati (cross country, bmx e cronometro su strada), a livello maschile invece poteva partecipare un rappresentante per nazione sempre diverso ad esclusione della gara in linea su strada a cui partecipavano tutti gli atleti.
Le gare su strada si sono tenute al The Float@Marina Bay, le altre al Tampines Bike Park.

## Calendario
| Strada | Uomini |  |  |  |    | crono |     |  |  | in linea |  | 2 |
| Strada | Donne  |  |  |  |    |       |     |  |  | crono    |  | 1 |
| MTB    | Uomini |  |  |  | XC |       |     |  |  |          |  | 1 |
| MTB    | Donne  |  |  |  | XC |       |     |  |  |          |  | 1 |
| BMX    | Uomini |  |  |  |    |       | BMX |  |  |          |  | 1 |
| BMX    | Donne  |  |  |  |    |       | BMX |  |  |          |  | 1 |
| Totale | Totale |  |  |  | 2  | 1     | 2   |  |  | 2        |  | 7 |

## Podio
| Evento     | Oro                                                                       | Prestazione | Argento                                                               | Prestazione | Bronzo                                                                                  | Prestazione |
| Ciclismo   |                                                                           |             |                                                                       |             |                                                                                         |             |
| Gara mista | Colombia Jessica Lergada Jhonnatan Botero Brayan Ramírez Sebastian Vargas | -           | Italia Alessia Bulleri Andrea Righettini Nicolas Marini Mattia Furlan | -           | Paesi Bassi Maartje Hereijgers Thijs Zuurbier Friso Roscam Abbing Ijpeij Twan Van Gendt | -           |